# Mniszek (miejsce zbrodni nazistowskich)

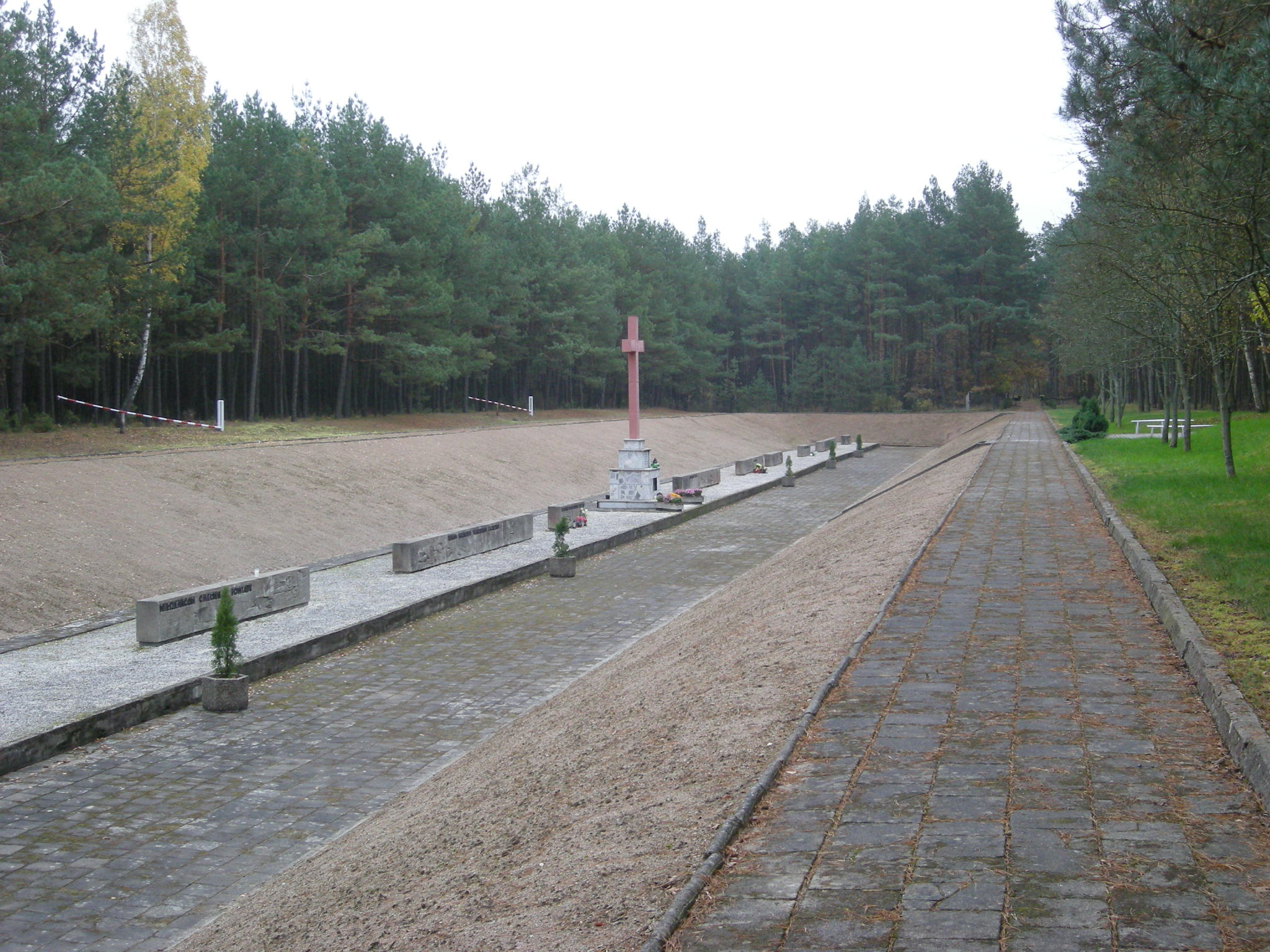
Mogiła w Mniszku – widok ogólny

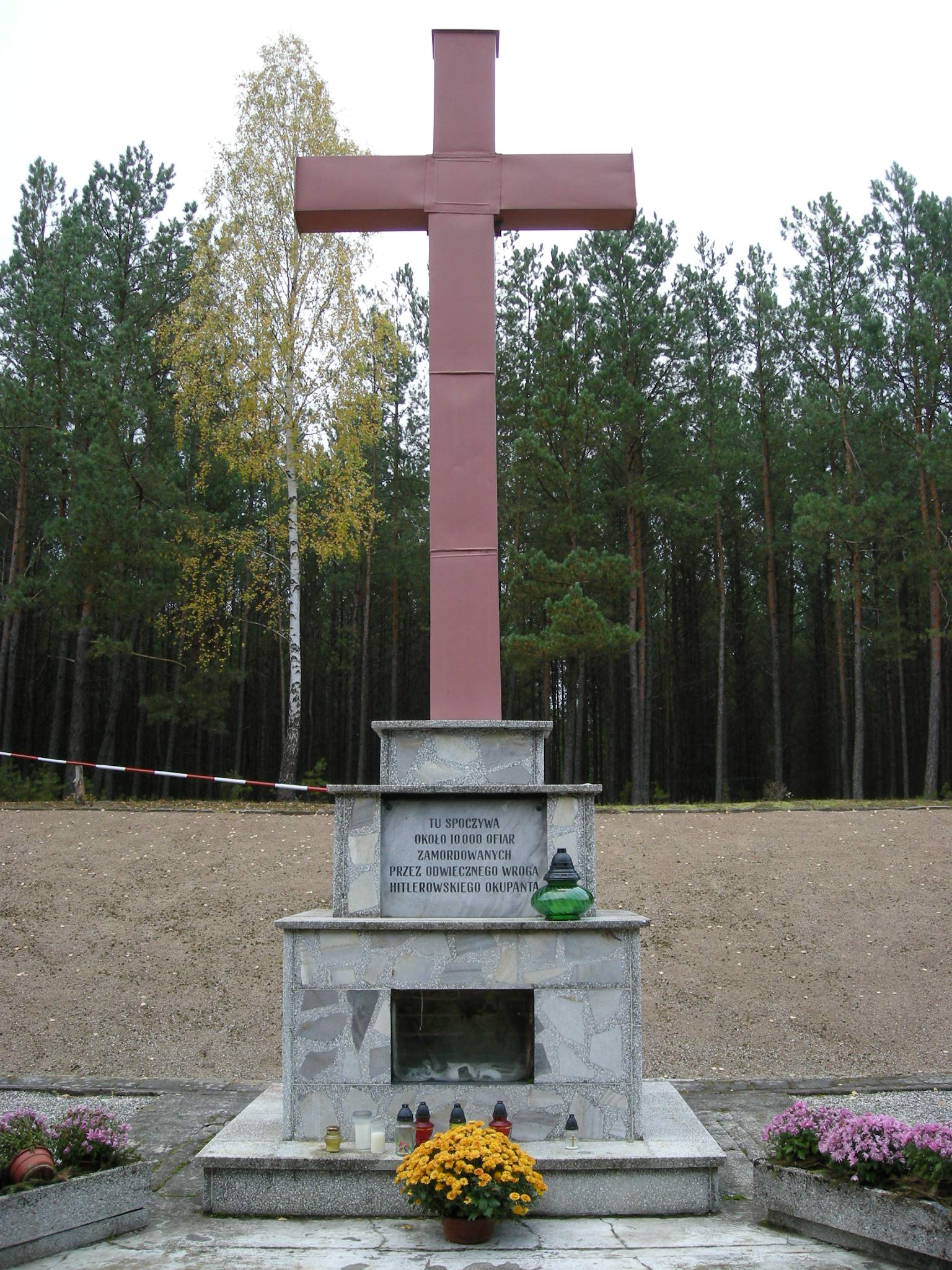
Krzyż z tablicą pamiątkową oraz szczątkami ofiar

Mniszek – drugie co do wielkości na Pomorzu miejsce zbrodni nazistowskich. W byłej żwirowni w Mniszku hitlerowcy podczas II wojny światowej wymordowali ok. 10 tysięcy Polaków (mężczyzn, kobiet i dzieci) z powiatu świeckiego, chełmińskiego, grudziądzkiego, bydgoskiego i starogardzkiego.
Na miejsce martyrologii, oddalone ok. 1500 metrów od drogi krajowej nr 91 pomiędzy Świeciem a Górną Grupą, prowadzi tablica informacyjna ustawiona przy szosie. Niedaleko parkingu znajdują się pozostałości szubienicy, kilkadziesiąt metrów dalej ustawiono marmurową tablicę z krótkim opisem miejsca (w czterech językach). Mogiła zbudowana jest w formie odwróconego równoramiennego trapezu z piaszczystymi bokami. W środku znajduje się wysoki krzyż z tablicą pamiątkową oraz umieszczonymi w cokole szczątkami ofiar. Wzdłuż całości umieszczono 12 bloków kamiennych, z których 11 poświęconych jest:
- mieszkańcom Świecia i powiatu,
- ofiarom eutanazji,
- mieszkańcom Bydgoszczy, Grudziądza i powiatu,
- mieszkańcom Chełmna i powiatu,
- jeńcom radzieckim, francuskim, angielskim,
- bestialsko pomordowanym dzieciom,
- żołnierzom polskim,
- nauczycielom,
- Żydom,
- księżom i misjonarzom,
- członkom ruchu oporu,

a na jednym znajdują się dwie z trzech zwrotek wiersza Mariana Piechala pt. Alfabet:

Zanim ci, synku, w literach

treść drukowaną obnażę,

będę jak księgi otwierał

wszystkie wojenne cmentarze.
Wszystkie po polach mogiły,

nauczę czytać jak nuty,

abyś z nich czerpał swe siły

do dalszej w życiu marszruty.